# بادنجانیان
بادنجانیان (نام‌های دیگر: سیب‌زمینیان، سولاناسه) (Solanaceae) نام یکی از تیره‌های گیاهی از راستهٔ بادنجان‌سانان (Solanales) است.
بادنجانیان تیره‌ای از بادنجان‌سانان علفی یا درختی یا درختچه‌ای یا بالارونده با حدود ۹۵ سرده و بیش از۲۰۰۰ گونه است که در آمریکای مرکزی و جنوبی بیشترین تنوع را دارند، اما در مناطق سرد اصلاً نمی‌رویند؛ برگ‌های آن‌ها متناوب است و اغلب سطحی کرک‌دار و چسبناک دارد و گلهایشان معمولاً مخروطی یا قیف‌شکل با پنج گلبرگ پیوسته‌است. تخمدان آن‌ها دوخانه است و غالباً دارای آلکالوئیدهای سمی هستند. میوه برخی از آن‌ها (مانند بادنجان) خوراکی است.
سبزیجاتی که در خانواده بادنجانیان قرار می‌گیرند به قرار زیر است.
بادنجان، سیب‌زمینی، فلفل دلمه‌ای و گوجه فرنگی.

رویشگاه سیب‌زمینیان (رنگ سبز).